# Östra Kalven
Östra Kalven är en sjö i Karlskrona kommun i Blekinge och ingår i Nättrabyåns huvudavrinningsområde. Sjön har en area på 0,135 kvadratkilometer och ligger 105,2 meter över havet.

## Delavrinningsområde
Östra Kalven ingår i det delavrinningsområde (626031-148177) som SMHI kallar för Utloppet av Östra Kalven. Medelhöjden är 107 meter över havet och ytan är 0,32 kvadratkilometer. Räknas de 3 avrinningsområdena uppströms in blir den ackumulerade arean 31,8 kvadratkilometer. Vattendraget som avvattnar avrinningsområdet har biflödesordning 2, vilket innebär att vattnet flödar genom totalt 2 vattendrag innan det når havet efter 43 kilometer. Avrinningsområdet består mestadels av skog (40 %). Avrinningsområdet har 0,13 kvadratkilometer vattenytor vilket ger det en sjöprocent på 41,1 %.